# Municipio de Camp 5
El municipio de Camp 5 (en inglés, Camp 5 Township) es un municipio del condado de St. Louis, Minnesota, Estados Unidos.Tiene una población estimada, a mediados de 2022, de 21 habitantes.

## Geografía
Está ubicado en las coordenadas 48°10′30″N 92°47′18″O / 48.17500, -92.78833 (48.17504, -92.788439). Según la Oficina del Censo de los Estados Unidos, tiene una superficie total de 88 km², de la cual 79 km² corresponden a tierra firme y 9 km² están cubiertos de agua.

## Demografía
Según el censo de 2020, en ese momento había 22 personas residiendo en la zona. La densidad de población era de 0.3 hab./km². El 77.27 % de los habitantes eran blancos, el 4.55 % era de otra raza y el 18.18% eran de una mezcla de razas. Del total de la población, el 4.55 % era hispano o latino.